# اندیس بنتونیت کوه خضری بزمان
بنتونیت کوه خضری بزمان یک اندیس غیرفلزی است که در حوالی شهر زیروکی استان سیستان و بلوچستان قرار دارد و مادهٔ معدنی موجود در آن، بنتونیت است.سنگ میزبان این اندیس سنگهای ولکانیکی است و دیرینگی آن به دوران ائوسن می‌رسد. 